# Ктезий
Ктезий (на старогръцки: Кτεςιος, Ktēsías; на латински: Ctesias) или както още е известен – Ктезий от Книдос в Кария, Мала Азия, е древногръцки писател, историк и лекар от края на  5 век пр.н.е. и началото на 4 век пр.н.е.
За него е известно, че е бил лекар в персийския двор и че е съпровождал персийския цар Артаксеркс II Мнемон в битката при Кунакса през 401 пр.н.е. В своето време е известен като майстор-разказвач на любопитни истории. Пише три произведения „История на Персия“ (Περσικά, Persiká в 23 книги), „История на Индия“ (Ινδικά, Indiká) и „Описание на Земята“, които обаче не са исторически достоверни и от които до нас достигат само фрагменти.

## Издания и преводи
- Friedrich Wilhelm König: Die Persika des Ktesias von Knidos (= Archiv für Orientforschung, Beiheft 18). Graz 1972.
- Dominique Lenfant: Ctésias de Cnide. La Perse, l’Inde, autres fragments. Les Belles Lettres, Paris 2004, ISBN 2-251-00518-8 Rezension).
- Lloyd Llewellyn-Jones, James Robson: Ctesias' „History of Persia“. Tales of the Orient. Routledge, London, 2010
- Andrew Nichols: Ctesias. On India, and Fragments of His Minor Works. London 2011.
- Andrew Nichols: The complete Fragments of Ctesias of Cnidus. Diss. Gainesville 2008 (Persiká, Indiká; online; PDF; 2,7 MB).
- Jan P. Stronk: Ctesias' Persian History. Part I: Introduction, Text, and Translation. Wellem Verlag, Düsseldorf 2010, ISBN 978-3-941820-01-2